# Заборав (приповетка)
„Заборав” (енгл. Ex Oblivione) је приповетка америчког писца Хауарда Филипса Лавкрафта, коју је написао касне 1920. или ране 1921. и први пут објавио у часопису The United Amateur у марту 1921. године, под псеудонимом Ворд Филипс.

## Радња
Прича је написана у првом лицу и говори о сновима човека који је вероватно на самрти. У својим сновима, човек хода долином и наилази на зид прекривен виновом лозом са закључаном бронзаном капијом. Он чезне да сазна шта се налази иза капије.
Онда једне ноћи, човек сања град снова Закарион, у којем проналази пожутели папирус који су написали мудраци који постоје само у свету снова. Папирус говори о капији, са различитим приказима онога што се налази иза: неки од мудраца из снова говоре о огромним чудима, док други говоре о ужасу и разочарању.
Упркос овом недостатку једнодушности, човек и даље жели да се увери лично, чак и знајући да шта год од овога буде тачно, повратка неће бити. Тако он даље чита папирус и сазнаје за дрогу која ће откључати капију.
Следеће ноћи прогута дрогу и врати се до капије која је сада отворена, али када уђе, открива да су заиста оба извештаја у папирусу у извесном смислу истинита: иза се налази чудо којим се заувек ослобађа бола стварног света и срећно изненађење да ништа не лежи иза капије осим бесконачне празнине коју представља смрт.

## Инспирација
Енциклопедија Х. Ф. Лавкрафта сугерише да је тема ове приче − да је ништавило боље од живота – изведена из Лавкрафтовог читања филозофа Артура Шопенхауера. Лавкрафт је у то време изразио слична осећања у публицистичкој књижевности, пишући у У одбрани Дагона: „Не постоји ништа боље од заборава, јер у забораву нема неиспуњене жеље”.